# Antonio Ballista
Antonio Ballista, né le 30 mars 1936 à Milan, est un pianiste italien.

## Biographie
Antonio Ballista a fait ses études au Conservatoire « Giuseppe Verdi » de Milan dans la classe d'Antonio Beltrami.
Il s'associe avec le pianiste Bruno Canino - élève lui aussi de la classe de Beltrami - pour créer un duo de pianos qui en 2004, a fêté ses 50 ans d'activité. Ont composé pour ce duo des auteurs tels que Berio, Stockhausen, Panni, Ligeti, Bussotti, Donatoni, Castaldi et Battiato. Le duo est donc devenu un point de référence pour l'avant-garde nationale et internationale. Ce duo a été le premier en Italie à exécuter les transcriptions pour deux pianos du Sacre du printemps d’Igor Stravinsky, de la neuvième Symphonie de Beethoven par Franz Liszt, etc.
Pour son intérêt porté au répertoire vocal de chambre, Antonio Ballista est un des plus appréciés accompagnateurs des chanteurs en Italie. Il a accompagné dans des récitals mémorables Anna Caterina Antonacci, Monica Bacelli, Cathy Berberian, Phyllis Bryn-Julson, Luisa Castellani, Gloria Davy, Kim Kriswell, Sarah Leonard, Anna Moffo, Susanna Rigacci, Alide Maria Salvetta, Luciana Serra, Lucia Valentini Terrani et actuellement il travaille avec Gemma Bertagnolli, Alda Caiello et Laura Cherici.
Associé à la soprano Alide Maria Salvetta, il a formé un duo pendant de nombreuses années, proposant des récitals-spectacles sortant de l'ordinaire, explorant des mélodies inhabituelles et oubliées, et devenant dans ce cas un point de référence pour les compositeurs.
Après la mort d'Alida Maria Salvetti, Antonio Ballista a trouvé dans le ténor Massimo Crispi un partenaire polyvalent pour les « jeux musicaux. » Ils ont formé le Duo enfants terribles, montant des programmes thématiques excentriques et spectaculaires, faits d'assemblages tout à la fois irrévérencieux et affectueux tirés des répertoires les plus divers dans une sorte de méta-postmodernisme.
À la recherche d'un ensemble musical qui lui permettrait de proposer la musique la plus remarquable du XXe siècle, Ballista a fondé le groupe 900eOltre, constitué par d'excellents musiciens, pour arriver à des exécutions pleines de poésie et d'imagination.
On peut noter parmi ses interprétations discographiques les plus intéressantes et appréciées, l'œuvre  pianistique de Gioachino Rossini (Un petit train de plaisir, Petit Caprice style Offenbach, Marche et réminiscences de mon dernier voyage, etc), le Ragtime de Scott Joplin, et Folk Songs de Berio.